# Episodi di Buck Rogers (serie televisiva 1979) (seconda stagione)
La seconda stagione della serie televisiva Buck Rogers è stata trasmessa in prima visione negli Stati Uniti dal 15 gennaio al 16 aprile 1981 sulla NBC.
| N° | Titolo originale       | Titolo italiano                  | Prima TV USA     | Prima TV Italia |
| -- | ---------------------- | -------------------------------- | ---------------- | --------------- |
| 1  | Time of the Hawk (1)   | L'arrivo di Hawk - prima parte   | 15 gennaio 1981  |                 |
| 2  | Time of the Hawk (2)   | L'arrivo di Hawk - seconda parte | 15 gennaio 1981  |                 |
| 3  | Journey to Oasis (1)   | Viaggio a Oasis - prima parte    | 22 gennaio 1981  |                 |
| 4  | Journey to Oasis (2)   | Viaggio a Oasis - seconda parte  | 22 gennaio 1981  |                 |
| 5  | The Guardians          | Il grande segreto                | 29 gennaio 1981  |                 |
| 6  | Mark of the Saurian    | I Sauriani                       | 5 febbraio 1981  |                 |
| 7  | The Golden Man         | Uomini d'oro                     | 19 febbraio 1981 |                 |
| 8  | The Crystals           | I cristalli della vita           | 5 marzo 1981     |                 |
| 9  | The Satyr              | Il Satiro                        | 12 marzo 1981    |                 |
| 10 | Shgoratchx!            | Gli Zerbidiani                   | 19 marzo 1981    |                 |
| 11 | The Hand of the Goral  | Il custode di Garac              | 26 marzo 1981    |                 |
| 12 | Testimony of a Traitor | Alto tradimento                  | 9 aprile 1981    |                 |
| 13 | The Dorian Secret      | Il segreto Doriano               | 16 aprile 1981   |                 |